# Coronae Planum
Il Coronae Planum è una struttura geologica della superficie di Marte.